# The Cooper Union for the Advancement of Science and Art

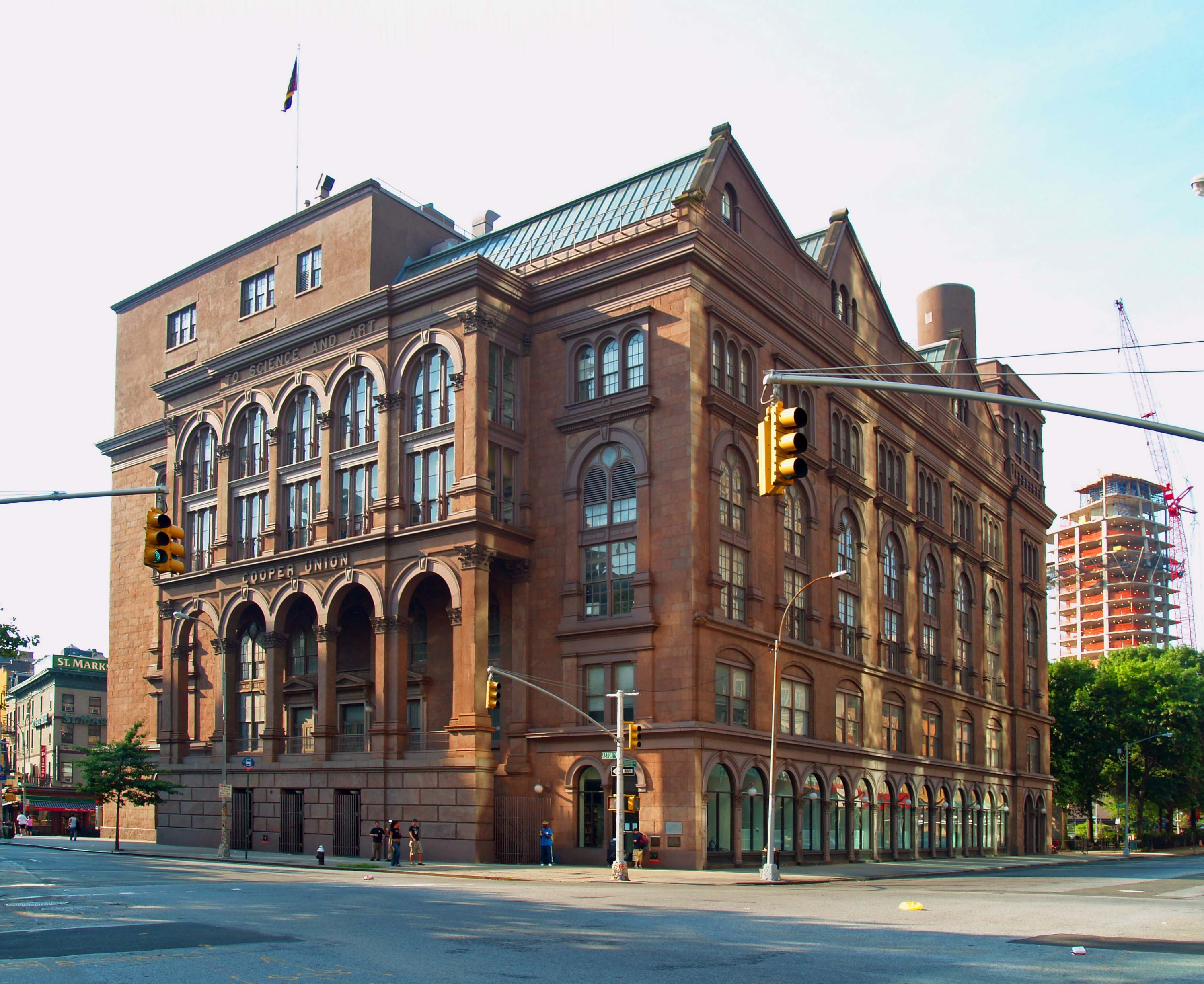
The Cooper Union for the Advancement of Science and Art

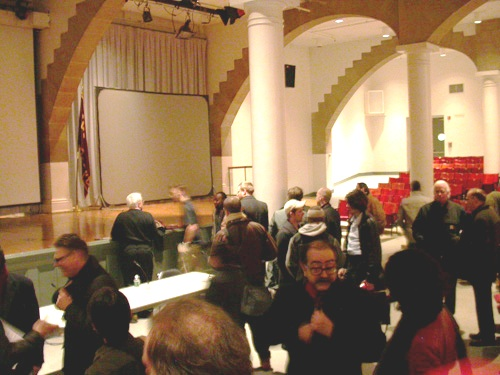
Aulan (Great Hall) i Cooper Union

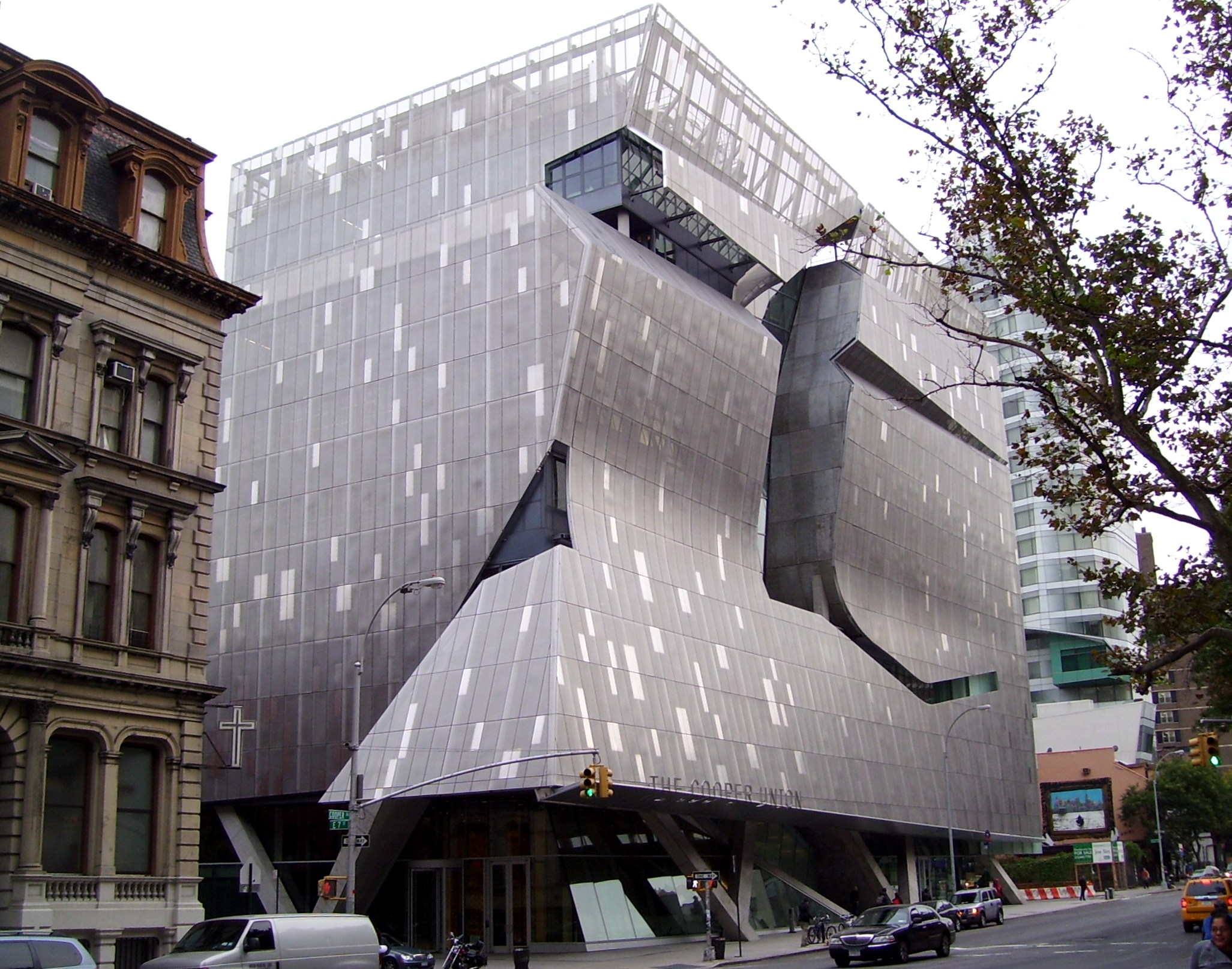
New Cooper Union Academic Building på 41 Cooper Square

The Cooper Union for the Advancement of Science and Art är en privat högskola för arkitektur, konst och teknologi i East Village i New York i USA.
Cooper Union grundades 1859 av industrimannen och uppfinnaren Peter Cooper med École Polytechnique i Paris som inspirationskälla. Cooper, som själv inte genomgått högre utbildning, hade uppfattningen att alla begåvade elever skulle få tillgång till utbildning oberoende av ras, religion, kön, ekonomi och social status. Cooper Union bildades för att vara öppen och fri för alla och är så fortfarande: alla elever får ett stipendium som täcker kostnader för utbildning och uppehälle.
Den 27 februari 1860 blev aulan skådeplats för ett historiskt tal av Abraham Lincoln, då en förhållandevis okänd kongressman från Illinois. I talet lade Lincoln ut sina åsikter om att hindra att slaveriet skulle införas till USA:s västra delstater. Talet anses ha bidragit till att Lincoln senare nominerades till presidentkandidat för det republikanska partiet.

## Fakulteter
- The School of Art
- The Albert Nerken School of Engineering
- The Irwin S. Chanin School of Architecture
- Fakulteten för humaniora och samhällsvetenskap